# Марково (Чайковский городской округ)
Марково — деревня в Пермском крае России. Входит в Чайковский городской округ. 

## География
Расположена на реке Становая (приток реки Ужуиха), примерно в 1,5 км к северу от посёлка Марковского и 15,5 км к югу от города Чайковского.

## Население
| 2010 |
| ---- |
| 94   |

## История
С 2004 до 2018 гг. деревня входила в Марковское сельское поселение Чайковского муниципального района.

## Улицы
В деревне имеются улицы:
- Березовая Роща ул.
- Восточная ул.
- Дачная ул.
- Дачная-1 ул.
- Западная ул.
- Запрудная ул.
- Лесная ул.
- Луговая ул.
- Северная 1-я ул.
- Северная 2-я ул.
- Северная 3-я ул.
- Северная 4-я ул.
- Северная 5-я ул.
- Северная 6-я ул.
- Танкистов ул.
- Трактовая ул.
- Центральная ул.

## Топографические карты
- Лист карты O-40-121. Масштаб: 1 : 100 000. Состояние местности на 1982 год. Издание 1983 г.